# Vrtovi Menara
Vrtovi Menara (arabsko حدائق المنارة) so zgodovinski javni vrt in sadovnjak v Marakešu v Maroku. V 12. stoletju (okoli 1157) jih je ustanovil vladar almohadskega kalifata Abd al-Mumin. Skupaj z vrtovi Agdal in zgodovinskim obzidanim mestom Marakeš so vrtovi od leta 1985 uvrščeni na Unescov seznam svetovne dediščine. Vrtovi so razporejeni okoli osrednjega vodnega bazena in zbiralnika, ob katerem je paviljon za zabavo, ki je v sedanji obliki iz 19. stoletja. Rezervoar in njegov paviljon, pogosto uokvirjen na slikah proti ozadju gorovja Visokega Atlasa na jugu, veljata za enega od ikoničnih pogledov in simbolov Marakeša.:282

## Etimologija
Izvor imena Menara za vrtove ni trdno ugotovljen. Ime (kot Sahrij al-Manāra) se v zgodovinskih virih prvič pojavi leta 1579, v saadijskem obdobju.:196 Arabska beseda menara (منارَة) različno pomeni 'minaret', 'svetilnik', 'luč/svetilnik' ali druge dvignjene strukture te vrste. Pogosto se domneva, da se to nanaša na dvonadstropni paviljon, ki stoji na robu glavnega rezervoarja. Vendar pa so drugi zgodovinarji, kot je Gaston Deverdun, predlagali, da bi ime lahko izhajalo še iz obdobja Almohadov (dolgo pred gradnjo sedanjega paviljona) in da je lahko aluzija na minaret mošeje Kutubija na severovzhodu, ki je bila ustanovljena in se je začela pod vladavino Abd al-Mumina in s katero so bili vrtovi bolj ali manj poravnano.

## Zgodovina
Tradicija ustvarjanja vrtov na obrobju mesta se je začela zgodaj z Almoravidi, ki so leta 1070 ustanovili Marakeš. Številni vrtovi, posestva in umetna jezera so bili postavljeni na več lokacijah zunaj mestnega obzidja, pogosto imenovana buḥā'ir – ednina Buḥajra – arabska beseda, ki pomeni 'majhno morje', verjetno v zvezi z umetnim jezerom in veliko vodnimi bazeni. Ta vrtna posestva so še naprej obstajala in se razvijala pod Almohadi, ki so osvojili mesto v 12. stoletju.
Vrtove Menara je prvi ustanovil Abd al-Mumin, almohadski vladar, ki je osvojil mesto leta 1157. To datacijo so učenjaki izpeljali iz zgodovinskih kronik, ki opisujejo Abd al-Muminovo gradnjo ogromnega vrtnega posestva zahodno od mesta, ki je vsebovalo dva velika vodna zbiralnika. Eden od teh rezervoarjev je sedanji, ki ga danes vidimo v vrtovih (čeprav je bil verjetno nekoliko spremenjen pri kasnejših obnovah). Drugi zadevni rezervoar naj bi bil Sahridž al-Bgar (ali Sahridž al-Baqar), ki je zunaj in jugovzhodno od današnjih vrtov Menara, malo zahodno od Bab Ighlija in vrtov Agdal. Njegovo ime, ki pomeni 'bazen krav', je morda sklicevanje na bližnjo živinsko tržnico v tistem času ali na vzrejo bikov za bikoborbe, ki so se tukaj odvijale pod kasnejšim kalifom al-Mustansirjem.:197 Sahridž al-Bgar ni več v uporabi in je danes prazen, vendar je bil takrat verjetno del istega vrtnega posestva. To ogromno posestvo je bilo obdano s 6 milj dolgim zidom (danes ga ni). Lokacija Menare zahodno od mestnega obzidja je tudi skladna z dejstvom, da je Abd al-Mumin še vedno uporabljal nekdanjo palačo Almoravidov, Ksar al-Hadžar (ki stoji poleg današnjega mesta mošeje Kutubija), kot svojo rezidenco. Vrtovi so prav tako popolnoma poravnani z Bab al-Makzen, zahodnimi vrati mesta, v bližini palače, ki bi jih Abd al-Mumin verjetno uporabljal za vstop v mesto in iz njega. Poznejše palače Kazbe, ki so jih ustanovili Almohadi in s katerimi so danes povezani vrtovi Agdal, še niso bile zgrajene. Za vrtove Agdal južno od mesta se tradicionalno verjame, da prav tako izhajajo iz Abd al-Muminovega časa, vendar so bolj dokončno datirani v obdobje vladavine njegovega naslednika Abu Jakuba Jusufa.
V zgodnjih virih se je vrt in njegova lokacija imenovala tudi Šuntululja. Vrtove je verjetno zasnoval inženir iz Malage (Al Andaluz) z imenom Hadž al-Jaiš, ki je bil odgovoren tudi za načrtovanje drugih mehanskih projektov pod Abd al-Muminom, kot sta avtomatizirana maksura (ograjen prostor, škatla ali lesen zaslon v bližini mihraba ali središča stene kible v mošeji) in minbar mošeje Kutubija. En zgodovinski vir, Ḥulal al-Mavšija, opisuje, kako je bil drugi vodni bazen na posestvu (Sahridž al-Bgar) nekoč uporabljen za urjenje branja ḥuffāẓ (ednina ḥāfiẓ; pomeni 'bralec Korana').
Vrtovi in mesto so doživeli obdobje zatona po padcu Almohadov v 13. stoletju, ko so Marinidi prestolnico preselili v Fes. Ko je saadijska dinastija v 16. stoletju znova naredila Marakeš za prestolnico, so obnovili tudi mestne vrtove.[ Saadijci so bili tisti, ki so sprva zgradili paviljon za uživanje s pogledom na vodni rezervoar. Vendar pa vrtovi svoje trenutno stanje dolgujejo vladavini alavitskih sultanov Mulaj Abd ar-Rahmana (vladal 1822–1859) in njegovega sina Mohameda IV. Maroškega (vladal 1859–1873), ki sta obnovila in ponovno zasadila vrtove Menara in Agdal. Pod vladavino Abd ar-Rahmana je bil njegov sin Mohamed podkralj v Marakešu in je bil odgovoren za izvedbo dela del, ki so se nato nadaljevala, ko je sam Mohamed postal sultan po svojem očetu. Poleg ponovne zasaditve sadovnjakov in obnovitve mestnega vodovodnega sistema je Mohamed zgradil tudi sedanji paviljon na ruševinah starega saadijskega paviljona, ki je bil dokončan leta 1870. (Opomba: manjše število virov navaja prejšnjega alavitskega sultana Mohameda ibn Abdalaha iz 18. stoletja, ki je obnovil in zgradil številne druge stavbe v Marakešu, kot tisti, ki je obnovil vrtove Menara, čeprav je gradnja paviljona natančno datirana po zaslugi napisa na oboku balkona.) Do zgodnjega 20. stoletja so vrtove uporabljali tudi za vzrejo nojev, v skladu z dolgo tradicijo sultanov, ki so uporabljali divje živali, da bi naredili vtis in zabavali obiskovalce.

## Opis

### Geografija
Vrtovi so na topografsko ravnem območju zahodno od mesta, zunaj zgodovinskega mestnega obzidja in zelo blizu letališča Menara. Še danes jih sestavljajo velik osrednji vodni bazen, njegov zgodovinski paviljon in zelo velik sadovnjak okoli njega. Skupaj pokrivajo štirikotno območje, dolgo približno 1200 metrov (od severozahoda proti jugovzhodu) in med 720 in 800 metrov široko (od jugozahoda proti severovzhodu). Vodni rezervoar ima pravokotno obliko dolžine 195 metrov in širine 160 metrov.

### Sadovnjaki
Kraljevski maroški vrtovi, kot je Menara, so bili zasnovani predvsem za proizvodne kmetijske namene, na drugem mestu pa so njihovi rekreacijski nameni. Čeprav ni bilo veliko obsežnih arheoloških raziskav teh vrtov, zgodovinska besedila zagotavljajo nekaj informacij o tem, kaj je bilo posajeno tukaj in v drugih vrtovih, kot je Agdal. Skozi zgodovino so jih sadili s podobnimi vrstami dreves in poljščin, predvsem sadnimi in oljčnimi drevesi. Danes je sadovnjak še vedno sestavljen večinoma iz oljk in v manjšem obsegu iz sadnega drevja in cipres. Drevesa so posajena v pravilnem 10-metrskem rastru.

### Namakanje in oskrba z vodo
Sadovnjake zalivajo preko namakalnega sistema, ki zahteva redno vzdrževanje. V obdobjih zanemarjanja in zatona v zgodovini mesta so bili nagnjeni k dezertifikaciji. Ustvarjanje velikih vodnih bazenov je bilo zasnovano za shranjevanje velikih količin vode, ki bi jo lahko uporabili za zalivanje vrtov vse leto, tudi pozimi, ko so reke in drugi viri običajno suhi. Voda je bila v mesto in v vrtove dovedena z mrežo ketaras: starodavna metoda, pri kateri so bili podzemni kanali izkopani z enakomernim naklonom iz nižinskih območij, da bi se dotaknili neposredno v freatično cono gorskih območij (v tem primeru bližnje gore Visokega Atlasa). Zadrževalnik vode Menara pa je zgrajen nad zemljo, da bi lahko okoliške sadovnjake, ki so na nižjem nivoju tal, zalivali s pomočjo gravitacije. Do sprehajalne poti okoli rezervoarja vodijo različne stopnice. Ob vznožju stopnic na severovzhodni strani je majhno okrasno osmerokotno korito in nekdanji vodnjak.

### Paviljon
Paviljon ali menzeh iz 19. stoletja, zgrajen iz kamna, ima pravokoten tloris, dve nadstropji, na vrhu pa je piramidasta streha iz zelenih ploščic. Opisan je bil kot klasičen primer arhitekture kraljevega paviljona v Maroku v obdobju alavitov. Prvo nadstropje, ki je bilo funkcionalno in se je uporabljalo za gospodinjstvo, je sestavljeno iz velike sobe med štirimi težkimi stebri in zunanjim tri obokanim zatrepom, ki štrli proti severu in se odpira na rob umetnega jezera. Na južni strani stavbe so tudi vhodna vrata. V zgornje nadstropje vodijo strme ravne stopnice. To zgornje nadstropje sestavlja velika kvadratna soba z nizkimi pravokotnimi vrati, ki vodijo do pravokotnega balkona na severni strani na vrhu štrlečega pritličnega portika. Nizka vrata so bila verjetno narejena tako, da bi preprečili, da bi opazovalci spodaj videli notranjost stavbe, ko je bila odprta. Stopnišče v zgornje nadstropje se nadaljuje tudi na streho, kjer je precej manjši balkon na južni strani omogočal pogled na sadovnjake in proti gorovju Atlas. Paviljon je prav tako postavljen znotraj lastnega majhnega vrta, obdanega z drugim zidom, ki ga ločuje od ostalih javnih površin okoli njega.
Kot pri drugih alavitskih stavbah iz 18. do 19. stoletja je dekoracija paviljona razmeroma stroga v primerjavi s prejšnjimi obdobji maroške arhitekture. Na zunanjosti so vogali in robovi sten paviljona poslikani tako, da spominjajo na opečne zidove, okoli južnih vhodnih vrat in okoli nekaterih oken pa je naslikan geometrijski in epigrafski okras. Vrata na severni balkon s pogledom na vodo na zunanji strani uokvirja velik, izstopajoč, polkrožni slepi lok, poudarjen z motivom sklepnega kamna. Prečniki loka so poslikani z arabesknimi motivi, nad katerimi je ozek vodoravni pas zapolnjen z arabskim napisom, ki vključuje datum dokončanja stavbe (1286 po hidžri). Vsa slikana dekoracija je izvedena v oker barvah na sloju ometa, ki prekriva zunanjost in notranjost stavbe. Notranji prostori stavbe imajo dekoracijo, ki jo sestavljajo poslikane črte, ki poudarjajo strope sodčkastega oboka, štukature, izrezljane in poslikane z geometrijskimi vzorci okoli oken in vrat, ter poslikani leseni stropi in vratna krila.
- Pogled na paviljon in okolico z obzidjem na robu rezervoarja
- Notranja vrtna ograja okoli paviljona
- Južni vhod v paviljon
- Poslikana dekoracija okoli slepega loka nad severnim balkonom
- Notranjost paviljona s štukatnim okrasjem okoli okna
- Poslikana dekoracija okoli obokanega stropa
- Poslikan lesen strop v paviljonu